# Suh Wook
Suh Wook (Gwangju, 12 maggio 1963) è un generale sudcoreano, ministro della Difesa Nazionale della Corea del Sud dal settembre 2020.
È il primo ministro della difesa sudcoreano con un effettivo passato nell'esercito, dato che i suoi predecessori provenivano da altri settori delle forze armate.

## Biografia
Agli inizi della presidenza di Moon Jae-in, Suh è stato direttore capo delle operazioni dello Stato maggiore congiunto. Nel 2019 è stato nominato capo di stato maggiore dell'esercito.
Dal 2011 al 2014 ha prestato servizio nel comando congiunto delle forze sudcoreane assieme a quelle statunitensi. Dal 2016 al 2017 è stato comandante generale del I Corpo d'armata.
Suh ha studiato all'Accademia militare coreana e possiede un master in strategia militare conseguito all'Università della Difesa Nazionale di Corea e un dottorato in scienze politiche conseguito all'Università Kyungnam.